# Котов, Михаил Иванович (журналист)
Михаил Иванович Котов (16 декабря 1914 или 1914, Радогощь, Орловская губерния — 1995) — советский журналист, писатель-прозаик. Заслуженный работник культуры РСФСР (1985)

## Биография
Родился в 1914 году в селе Радогощь.
С 1936 года — на военной службе в РККА С 1939 года работал в «Комсомольской правде»: литсотрудником отдела крестьянской молодежи, заместителем заведующего отделом комсомольской жизни, заместителем заведующего отделом крестьянской молодежи.
Участник Великой Отечественной войны, военный корреспондент на Юго-Западном фронте. Член ВКП(б) с 1942 года. С конца 1942 года – сотрудник аппарата ЦК ВЛКСМ, заведующий отделом печати.
В 1948—1950 годах — заместитель секретаря правления Союза писателей СССР.
В 1950—1983 годах — ответственный секретарь Советского комитета защиты мира.
Награждён Золотой медалью Мира имени Ж. Кюри.
Умер в 1995 году.

## Упоминания
Михаил Восленский «Номенклатура»
Пролезая в номенклатуру, и.и.ивановы идут туда не как представители, а как сознательные ренегаты класса, из которого происходят.
Вы побеседуйте с ними: о своем бывшем классе они будут говорить словами передовиц «Правды». А если разговор станет совсем задушевным, вы обнаружите, что они с антипатией и насмешливым презрением относятся к классу, прах которого отряхнули со своих обутых в импортную обувь ног. Вот только один пример. По виду и говору типичный выходец из русских крестьян, Михаил Иванович Котов, более 30 лет занимавший номенклатурный пост ответственного секретаря Советского комитета защиты мира, при всей своей человеческой порядочности всегда поражал нас глубоким презрением к деревне, все прямо или косвенно относящееся к которой он пренебрежительно называл словом «чухлома».

## Сочинения
- Трактористки. М., 1940. В соавт. с М. Митрохиным;
- Бессмертие. Ереван, 1942. В соавт. с В. Лясковским;
- Сердца смелых. М., 1944. В соавт. с В. Г. Лясковским;
- Мира не ждут — за мир борются. М., 1953;
- Дело всех народов. М., 1961. В соавт. с О. Н. Быковым;
- Мир — в твоих руках. М., 1962. (Мас. б-ка рабочего);
- Всадник, скачущий впереди. М., 1967. В соавт. с В. Г. Лясковским;
- Наш современник — Николай Бирюков: (Страницы героич. жизни);
- Всегда в походе. М., 1971;
- На Южном фронте. Ереван, 1973. В соавт. с В. Г. Лясковским;
- В ту суровую осень: Повесть. М., 1974. В соавт. с В. Г. Лясковским;
- Курган: Повесть. М., 1978. В соавт. с В. Г. Лясковским;
- Памятные встречи : [Сборник]. М. : Правда, 1978. 48 с.; (Библиотека «Огонек» № 16).[5];
- Доброе имя: Очерки. М., 1984.
- Гайдар на войне : [Докум.-худож. повесть] В соавт. с В. Г. Лясковским 2-е изд. М. : Мол. гвардия, 1984. 319 с.